# Grammy Award for Best Reggae Album
Der Grammy Award for Best Reggae Album, auf Deutsch „Grammy-Award für das beste Reggae-Album“, ist ein Musikpreis, der bei den jährlich stattfindenden Grammy Awards verliehen wird. Er wurde 1985 als Grammy Award for Best Reggae Recording eingeführt und 1992 umbenannt.
Ausgezeichnet werden Musiker oder Bands für herausragende Alben aus dem Musikbereich Reggae, wobei auch die Genres Roots Reggae, Dancehall und Ska berücksichtigt werden.

## Hintergrund und Geschichte

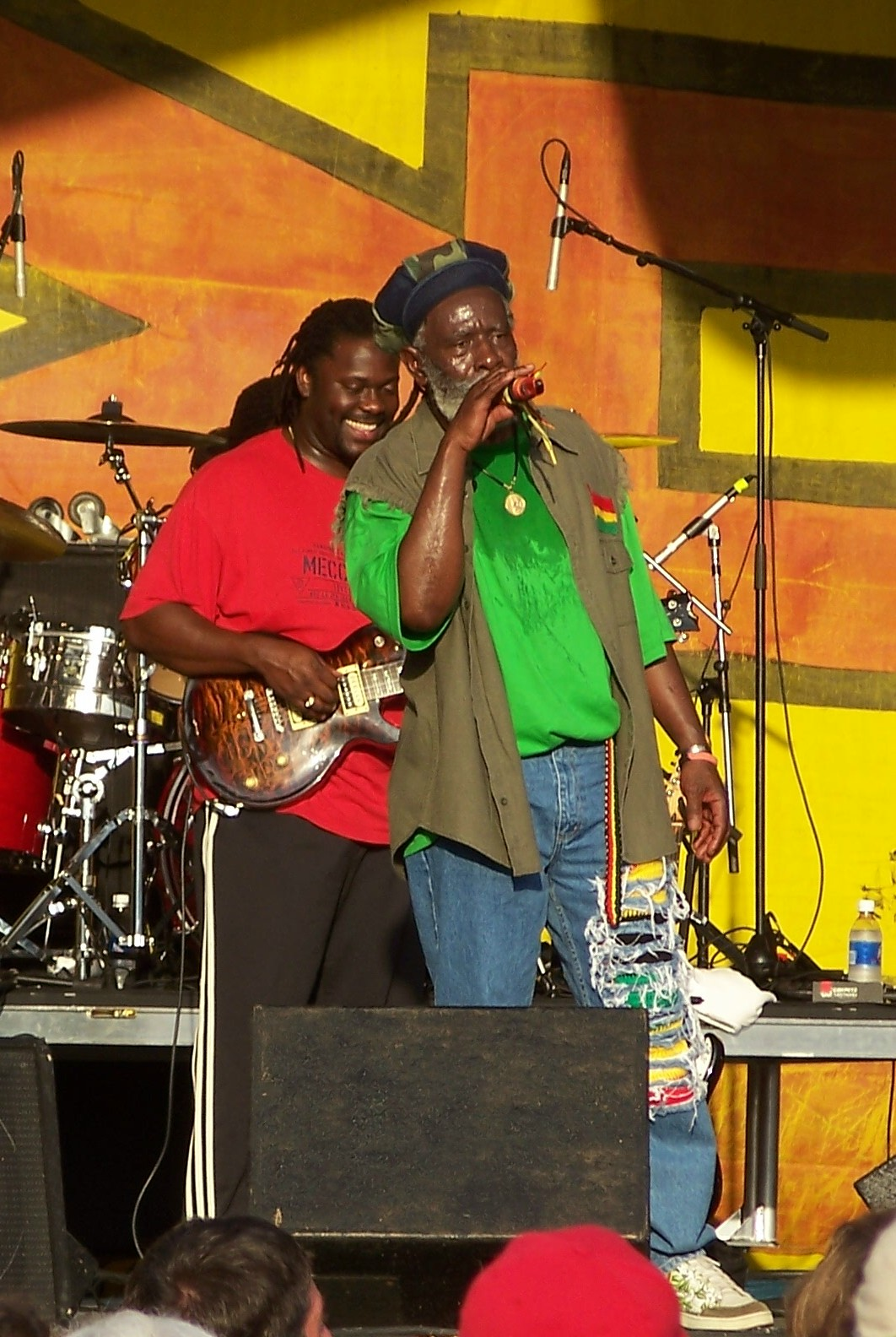
Der Sänger Burning Spear wurde insgesamt elfmal nominiert und erhielt den Preis zweimal

Die seit 1958 verliehenen Grammy Awards (eigentlich Grammophone Awards) werden jährlich in zahlreichen Kategorien von der Recording Academy in den Vereinigten Staaten von Amerika vergeben, um künstlerische Leistung, technische Kompetenz und hervorragende Gesamtleistung ohne Rücksicht auf die Album-Verkäufe oder Chart-Position zu ehren.
Ursprünglich wurde diese Kategorie als Grammy Award for Best Reggae Recording eingeführt, um Künstler für die besten Aufnahmen im Bereich der Reggae-Musik zu würdigen. Dabei kamen sowohl Alben wie auch einzelne Songs in Frage. Seit der Verleihung der Grammies 1992 wurde der Name der Kategorie in Best Reggae Album geändert. Seit 2002 werden die Preise zusätzlich an die Toningenieure, Mischer und Musikproduzenten der entsprechenden Alben verliehen. Entsprechend der Kategoriebeschreibung zur Verleihung der Grammy-Awards 2010 kann dieser Preis für Gesangs- und Instrumentalalben mit einem Minimum von 51 % neu aufgenommenem Material verliehen werden, die in den Bereichen Roots Reggae, Dancehall oder Ska veröffentlicht wurden.

## Statistik
1985 erhielt die jamaikanische Band Black Uhuru den ersten Grammy dieser Kategorie. Der Musiker Stephen Marley, ein Sohn von Bob Marley, erhielt den Preis insgesamt fünfmal, davon dreimal als Mitglied der Band Ziggy Marley and the Melody Makers, und ist damit der Musiker mit den meisten Auszeichnungen als Künstler; zudem erhielt er den Grammy zweimal als Produzent seines Bruders Damian Marley. Ziggy Marley, ein weiterer Sohn Bob Marleys, wurde insgesamt viermal mit dem Preis ausgezeichnet, davon dreimal gemeinsam mit seiner Band. Dreimal ging der Preis an Bunny Wailer und jeweils zweimal an die Musiker Burning Spear, Damian Marley und Shabba Ranks. Das Duo Sly & Robbie war gemeinsam mit ihrer Band Black Uhuru insgesamt siebenmal und nach deren Auflösung weitere achtmal nominiert, wodurch diese Musiker die meisten Nominierungen erhielten. Mit elf Nominierungen wurde Burning Spear am häufigsten als Solokünstler für diese Kategorie nominiert und die häufigsten Nominierungen ohne einen Gewinn erfolgten für die Band Third World, die siebenmal nominiert war.
Im Jahr 1989 wurde die Band UB40 zweimal nominiert, weitere Doppelnominierungen erfolgten 1990 für Bunny Wailer (einmal mit der Wailers Band) sowie 2011 für Sly and Robbie (einmal gemeinsam mit Bob Sinclar und einmal als Sly and Robbie and the Family Taxi).
Insgesamt wurde der Preis für das beste Reggae-Album mit Ausnahme des Jahres 1987, als die britische Band Steel Pulse ausgezeichnet wurde, immer an jamaikanische Musiker verliehen.

## Gewinner und nominierte Künstler

### Grammy Award for Best Reggae Recording
| Jahr                  | Künstler / Band | Nationalität           | Werk                                    | Weitere nominierte Künstler | Bilder der Künstler                                                                                                |
| --------------------- | --- | ---------------------- | --------------------------------------- | --- | --- |
| 1985 26. Februar 1985 | Black Uhuru (Sly Dunbar, Puma Jones, Michael Rose, Robbie Shakespeare, Duckie Simpson)                               | Jamaika                | Anthem                                  | - Jimmy Cliff – Reggae Nights (Lied) - Steel Pulse – Steppin’ Out (Lied) - Peter Tosh – Captured Live - Yellowman – King Yellowman                                              | Michael Rose von Black Uhura, 2007                                                                                 |
| 1986 25. Februar 1986 | Jimmy Cliff | Jamaika                | Cliff Hanger                            | - Blue Riddim Band – Alive in Jamaica - Burning Spear – Resistance - Judy Mowatt – Working Wonders - Ziggy Marley and the Melody Makers – Play the Game Right                   | Jimmy Cliff, 1997                                                                                                  |
| 1987 24. Februar 1987 | Steel Pulse (Selwyn „Bumbo“ Brown, Alvin Ewen, David Hinds, Alphonso Martin, Sidney Mills, Steve „Grizzley“ Nisbett) | Vereinigtes Königreich | Babylon the Bandit                      | - Black Uhuru – Brutal - Jimmy Cliff – Club Paradise - Linton Kwesi Johnson and the Dub Band – Linton Kwesi Johnson in Concert with the Dub Band - The Itals – Rasta Philosophy | Steel Pulse, 2010                                                                                                  |
| 1988 2. März 1988     | Peter Tosh | Jamaika                | No Nuclear War                          | - Black Uhuru – Brutal Dub - Burning Spear – People of the World - Third World – Hold On to Love - UB40 – UB40 CCCP: Live in Moscow                                             | Peter Tosh mit Robbie Shakespeare und der Word, Sound and Power Band im Rahmen der Bush-Doctor-Tour, Cardiff, 1978 |
| 1989 22. Februar 1989 | Ziggy Marley and the Melody Makers (Cedella Marley, Sharon Marley, Stephen Marley, Ziggy Marley)                     | Jamaika                | Conscious Party                         | - Jimmy Cliff – Hanging Fire - Toots – Toots in Memphis - UB40 – UB40 - UB40 and Chrissie Hynde – Breakfast in Bed                                                              | Ziggy Marley, 2011                                                                                                 |
| 1990 21. Februar 1990 | Ziggy Marley and the Melody Makers (Cedella Marley, Sharon Marley, Stephen Marley, Ziggy Marley)                     | Jamaika                | One Bright Day                          | - Bunny Wailer – Liberation - Burning Spear – Live in Paris Zenith ’88 - Third World – Serious Business - Wailers Band – I. D.                                                  | Ziggy Marley, 2007                                                                                                 |
| 1991 20. Februar 1991 | Bunny Wailer | Jamaika                | Time Will Tell: A Tribute to Bob Marley | - Black Uhuru – Now - Burning Spear – Mek We Dweet - Toots & the Maytals – An Hour Live - Andrew Tosh – Make Place for the Youth                                                | Bunny Wailer, 2009                                                                                                 |

### Grammy Award for Best Reggae Album
| Jahr                  | Künstler / Band | Nationalität                       | Werk                                                       | Weitere nominierte Künstler | Bilder der Künstler                                |
| --------------------- | --- | ---------------------------------- | ---------------------------------------------------------- | --- | -------------------------------------------------- |
| 1992 26. Februar 1992 | Shabba Ranks | Jamaika                            | As Raw As Ever                                             | - Black Uhuru – Iron Storm - Bunny Wailer – Gumption - Rita Marley – We Must Carry On - Steel Pulse – Victims - Ziggy Marley and the Melody Makers – Jahmekya                                                                                                |                                                    |
| 1993 24. Februar 1993 | Shabba Ranks | Jamaika                            | X-tra Naked                                                | - Jimmy Cliff – Breakout - Steel Pulse – Rastafari Centennial: Live in Paris – Elysee Montmartre - The Wailing Souls – All Over the World - Third World – Committed                                                                                          |                                                    |
| 1994 1. März 1994     | Inner Circle (Lester Adderly, Calton Coffie, Lancelot Hall, Bernard (Touter) Harvey, Ian Lewis, Roger Lewis) | Jamaika                            | Bad Boys                                                   | - Black Uhuru – Mystical Truth - Burning Spear – The World Should Know - Maxi Priest – Fe Real - Ziggy Marley and the Melody Makers – Joy and Blues |                                                    |
| 1995 1. März 1995     | Bunny Wailer | Jamaika                            | Crucial! Roots Classics                                    | - Aswad – Rise and Shine - Black Uhuru – Strongg - Dennis Brown – Light My Fire - Inner Circle – Reggae Dancer - Verschiedene (Various Artists) – Stir It Up                                                                                                 | Bunny Wailer, 2008                                 |
| 1996 28. Februar 1996 | Shaggy | Jamaika Vereinigte Staaten         | Boombastic                                                 | - Burning Spear – Rasta Business - The Skatalites – Hi-Bop Ska! The 30th Anniversary Recording - Third World – Live It Up - Ziggy Marley and the Melody Makers – Free Like We Want 2 B                                                                       | Shaggy, 2006                                       |
| 1997 26. Februar 1997 | Bunny Wailer | Jamaika                            | Hall of Fame: A Tribute to Bob Marley’s 50th Anniversary   | - Gregory Isaacs – Mr. Cool - Maxi Priest – Man with the Fun - Sister Carol – Lyrically Potent - The Skatalites – Greetings from Skamania | Bunny Wailer, 2008                                 |
| 1998 25. Februar 1998 | Ziggy Marley and the Melody Makers (Cedella Marley, Sharon Marley, Stephen Marley, Ziggy Marley) | Jamaika                            | Fallen Is Babylon                                          | - Aswad – Big Up - Burning Spear – Appointment with His Majesty - Steel Pulse – Rage and Fury - Yellowman – Freedom of Speech |                                                    |
| 1999 24. Februar 1999 | Sly and Robbie (Sly Dunbar, Robbie Shakespeare) | Jamaika                            | Friends                                                    | - Buju Banton – Inna Heights - Beenie Man – Many Moods of Moses - The Wailing Souls – Psychedelic Souls - Toots & the Maytals – Ska Father | Robbie Shakespeare, 1978                           |
| 2000 23. Februar 2000 | Burning Spear | Jamaika                            | Calling Rastafari                                          | - Aswad – Roots Revival - Beenie Man – The Doctor - Steel Pulse – Living Legacy - Third World – Generation Coming | Burning Spear, 2006                                |
| 2001 21. Februar 2001 | Beenie Man | Jamaika                            | Art and Life                                               | - Pato Banton – Life Is a Miracle - Dennis Brown – Let Me Be the One - Gregory Isaacs – Private & Confidential - The Wailing Souls – Equality | Beenie Man, 2008                                   |
| 2002 27. Februar 2002 | Damian Marley Arlick Thompson (Toningenieur), Stephen Marley (Produzent) | Jamaika                            | Halfway Tree                                               | - Beres Hammond – Music Is Life - Luciano – A New Day - Ky-Mani Marley – Many More Roads - Verschiedene (Various Artists) – Island Warriors | Damian Marley, 2008                                |
| 2003 23. Februar 2003 | Lee „Scratch“ Perry Roger Lomas (Toningenieur, Mischer, Produzent) | Jamaika                            | Jamaican E.T.                                              | - Alpha Blondy – Merci - Bounty Killer – Ghetto Dictionary: The Mystery - Capleton – Still Blazin’ - Freddie McGregor – Anything for You | Lee „Scratch“ Perry, 2008                          |
| 2004 4. Februar 2004  | Sean Paul | Jamaika                            | Dutty Rock                                                 | - Buju Banton – Friends for Life - Burning Spear – Free Man - Third World – Ain’t Givin’ Up - Wayne Wonder – No Holding Back | Sean Paul                                          |
| 2005 13. Februar 2005 | Toots & the Maytals (Andrew Bassford, Radcliffe Bryan, Paul Douglas, Charles Farquharson, Carl Harvey, Frederick „Toots“ Hibbert, Clifton Jackie Jackson, Stephen Stewart, Leba Thomas) Richard S. Feldman, Rudolph Valentino & Tom Weir (Toningineure, Mischer), Richard S. Feldman (Produzent) | Jamaika                            | True Love                                                  | - Jimmy Cliff – Black Magic - Sly and Robbie – The Dub Revolutionaries - Steel Pulse – African Holocaust - Verschiedene (Various Artists) – Def Jamaica | Toots Hibberts, 2006                               |
| 2006 8. Februar 2006  | Damian Marley Marc Lee (Toningenieur), James „Bonzai“ Caruso (Toningenieur, Mischer), Stephen Marley (Produzent) | Jamaika                            | Welcome to Jamrock                                         | - Burning Spear – Our Music - Sean Paul – The Trinity - Shaggy – Clothes Drop - Third World – Black Gold & Green |                                                    |
| 2007 11. Februar 2007 | Ziggy Marley Dave Way, Marc Moreau (Toningineure, Mischer) | Jamaika                            | Love Is My Religion                                        | - Buju Banton – Too Bad - Matisyahu – Youth - Sly and Robbie – Rhythm Doubles - UB40 – Who You Fighting For? | Ziggy Marley, 2007                                 |
| 2008 10. Februar 2008 | Stephen Marley „Bonzai“ James Caruso, Greg Morrison, Marc Lee (Toningineure, Mischer), Stephen Marley (Produzent) | Jamaika Vereinigte Staaten         | Mind Control                                               | - Burning Spear – The Burning Spear Experience - Lee "Scratch" Perry – The End of an American Dream - Sly and Robbie and the Taxi Gang – Anniversary - Toots & the Maytals – Light Your Light                                                                | Stephen Marley, 2007                               |
| 2009 8. Februar 2009  | Burning Spear Brian Thorn, Chris Daley (Toningineure, Mischer) | Jamaika                            | Jah Is Real                                                | - Elephant Man – Let’s Get Physical - Heavy D – Vibes - Lee "Scratch" Perry – Repentance - Shaggy – Intoxication - Sly and Robbie – Amazing | Stephen Marley, 2008                               |
| 2010 31. Januar 2010  | Stephen Marley | Jamaika Vereinigte Staaten         | Mind Control – Acoustic                                    | - Buju Banton – Rasta Got Soul - Gregory Isaacs – Brand New Me - Julian Marley – Awake - Sean Paul – Imperial Blaze |                                                    |
| 2011 13. Februar 2011 | Buju Banton Austin Green, Jermaine Reid, Linford Marshall (Toningineure, Mischer), Buju Banton (Produzent) | Jamaika                            | Before the Dawn                                            | - Gregory Isaacs and King Isaac – Isaacs Meets Isaac - Lee "Scratch" Perry – Revelation - Bob Sinclar and Sly and Robbie – Made in Jamaica - Sly and Robbie and the Family Taxi – One Pop Reggae + - Andrew Tosh – Legacy: An Acoustic Tribute to Peter Tosh | Buju Banton, 2007                                  |
| 2012 12. Februar 2012 | Stephen Marley | Jamaika                            | Revelation Pt. 1 – The Root of Life                        | - Monty Alexander – Harlem-Kingston Express Live! - Israel Vibration – Reggae Knights - Ziggy Marley – Wild and Free - Shaggy – Summer in Kingston |                                                    |
| 2013 10. Februar 2013 | Jimmy Cliff | Jamaika                            | Rebirth                                                    | - The Original Wailers – Miracle - Sean Paul – Tomahawk Technique - Sly & Robbie & The Jam Masters – New Legend – Jamaica 50th Edition - Toots & the Maytals – Reggae Got Soul: Unplugged on Strawberry Hill                                                 | Jimmy Cliff auf dem Festival du Bout du Monde 2012 |
| 2014 26. Januar 2014  | Ziggy Marley | Jamaika                            | In Concert                                                 | - Beres Hammond – One Love, One Life - Sizzla – The Messiah - Sly & Robbie & the Jam Masters – Reggae Connection - Snoop Lion – Reincarnated | Ziggy Marley, 2009                                 |
| 2015 8. Februar 2015  | Ziggy Marley | Jamaika                            | Fly Rasta                                                  | - Lee „Scratch“ Perry – Back on the Controls - Sean Paul – Full Frequency - Shaggy – Out of Many, One Music - Sly & Robbie & Spicy Chocolate – The Reggae Power - Soja – Amid the Noise and the Haste                                                        | Ziggy Marley, 2009                                 |
| 2016 15. Februar 2016 | Morgan Heritage | Jamaika                            | Strictly Roots                                             | - Rocky Dawuni – Branches of the Same Tree - Jah Cure – The Cure - Barrington Levy – Acousticalevy - Luciano – Zion Awake |                                                    |
| 2017 12. Februar 2017 | Ziggy Marley | Jamaika                            | Ziggy Marley                                               | - Devin Di Dakta & J.L – Sly & Robbie Presents … Reggae for Her - J Boog – Rose Petals - Raging Fyah – Everlasting - Rebelution – Falling into Place - SOJA – Live in Virginia                                                                               | Ziggy Marley, 2009                                 |
| 2018 28. Januar 2018  | Damian Marley | Jamaika                            | Stony Hill                                                 | - Chronixx – Chronology - Common Kings – Lost in Paradise - J Boog – Wash House Ting - Morgan Heritage – Avrakedabra |                                                    |
| 2019 10. Februar 2019 | Sting und Shaggy | Vereinigtes Königreich Jamaika     | 44/876                                                     | - Black Uhuru – As the World Turns - Etana – Reggae Forever - Ziggy Marley – Rebellion Rises - Protoje – A Matter of Time |                                                    |
| 2020 26. Januar 2020  | Koffee | Jamaika                            | Rapture                                                    | - Julian Marley – As I Am - Sly & Robbie and Roots Radics – The Final Battle: Sly & Robbie Vs. Roots Radics - Steel Pulse – Mass Manipulation - Third World – More Work to Be Done                                                                           |                                                    |
| 2021 14. März 2021    | Toots & the Maytals | Jamaika                            | Got to Be Tough                                            | - Buju Banton – Upside Down 2020 - Skip Marley – Higher Place - Maxi Priest – It All Comes Back to Love - Wailers – One World | Toots Hibberts, 2006                               |
| 2022 3. April 2022    | SOJA | Vereinigte Staaten                 | Beauty in the Silence                                      | - Etana – Pamoja - Gramps Morgan – Positive Vibration - Sean Paul – Live n Livin - Jesse Royal – Royal - Spice – 10 |                                                    |
| 2023 5. Februar 2023  | Kabaka Pyramid | Jamaika                            | The Kalling                                                | - Koffee – Gifted - Sean Paul – Scorcha - Protoje – Third Time’s the Charm - Shaggy – Com Fly wid Mi | Kabaka Pyramid 2020                                |
| 2024 4. Februar 2024  | Julian Marley & Antaeus | Vereinigtes Königreich, Frankreich | Colors of Royal                                            | - Buju Banton – Born for Greatness - Beenie Man – Simma - Collie Buddz – Cali Roots Riddim 2023 - Burning Spear – No Destroyer | Julian Marley 2018                                 |
| 2025 2. Februar 2025  | Verschiedene Interpreten |                                    | Bob Marley: One Love – Music Inspired by the Film (Deluxe) | - Take It Easy von Collie Buddz - Party with Me von Vybz Kartel - Never Gets Late Here von Shenseea |                                                    |

## Kontroverse um die Nominierung von Buju Banton 2010

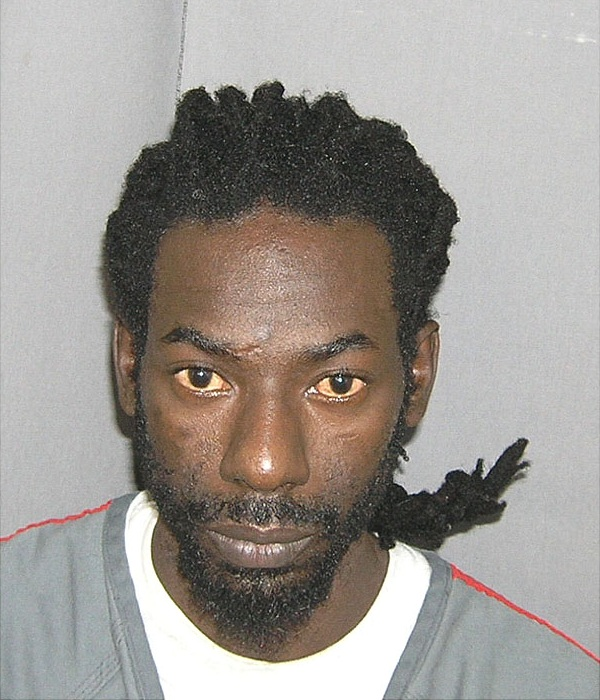
Die Verleihung des Preises an den Musiker Buju Banton im Jahr 2010 führte aufgrund seiner homophoben Texte zu Kritik

Die Nominierung von Buju Banton und seinem Album Rasta Got Soul im Jahr 2010 führte zu Kontroversen und Protesten der Gay & Lesbian Alliance Against Defamation aufgrund seiner homophoben Texte. Besonders kontrovers ist der Song Boom, Bye Bye aus dem Jahr 1988, in dem die Erschießung und Verbrennung schwuler Männer befürwortet wird.
Als Reaktion auf die Nominierung von Buju Banton platzierten die Gay & Lesbian Alliance Against Defamation und the Los Angeles Gay and Lesbian Center eine Werbeanzeige im Magazin Daily Variety und riefen die Offiziellen der Grammy-Verleihung dazu auf, jede Musik zu verurteilen, die zu Gewalt gegen andere Menschen aufruft. Die Anzeige erschien in Form eines Briefes, unterzeichnet von Aktivisten der Lesben- und Schwulen- sowie der Bürgerrechtsbewegung. Die Recording Academy antwortete auf die Anzeige, dass Musiker für die Qualität ihrer Arbeit und unabhängig von politischen Inhalten ausgezeichnet werden. Der Grammy 2010 ging an Stephen Marley. Buju Banton wurde 2011 erneut nominiert, diesmal mit dem Album Before the Dawn, und gewann den Grammy in diesem Jahr.

## Belege
1. ↑  "honor artistic achievement, technical proficiency and overall excellence in the recording industry, without regard to album sales or chart position"Overview. The Recording Academy, archiviert vom Original am 19. August 2012; abgerufen am 17. März 2012 (englisch).  Info: Der Archivlink wurde automatisch eingesetzt und noch nicht geprüft. Bitte prüfe Original- und Archivlink gemäß Anleitung und entferne dann diesen Hinweis.
2. ↑  Grammy Awards at a Glance. In: Los Angeles Times. Tribune Company, abgerufen am 17. März 2012 (englisch).
3. ↑  52nd OEP Category Description Guide. (PDF; 85 kB) The Recording Academy, S. 5, archiviert vom Original am 27. Oktober 2009; abgerufen am 17. März 2012 (englisch).
4. ↑  Dan Auerbach, Fun., Jay-Z, Mumford & Sons, Frank Ocean, Kanye West Lead 55th Grammy Nominations. Recording Academy, Pressemitteilung, 5. Dezember 2012 (englisch).
5. ↑  55th Annual Grammy Awards Nominees. grammy.com (englisch); abgerufen am 6. Dezember 2012.
6. ↑  NARAL Final Nomination List 57th Grammy Awards. (PDF; 3,0 MB) abgerufen am 31. Dezember 2015.
7. 1 2 3 4  Jill Serjeant:  Gay groups urge Grammys to denounce Buju Banton, Reuters, 29. Januar 2010. Abgerufen im 17. März 2012 (englisch).
8. ↑  August Brown:  Buju Banton’s Grammy nomination angers gay rights groups In: Los Angeles Times, Tribune Company, 29. Januar 2010. Abgerufen im 17. März 2012 (englisch).
9. ↑  Grammy Doesn’t Honor Buju Banton. In: The Advocate. Here Media, 31. Januar 2010 (advocate.com (Memento des Originals vom 5. Februar 2010 im Internet Archive) [abgerufen am 27. November 2010]). (englisch)